# کوره آجرپزی قدیم باغ نو
کوره آجرپزی قدیم باغ نو مربوط به دوره قاجار است و در خرم‌آباد، منطقه باغ نو خضر، ۲۰۰ متری شمال پل شکسته واقع شده و این اثر در تاریخ ۲۲ مرداد ۱۳۸۴ با شمارهٔ ثبت ۱۳۱۱۸ به‌عنوان یکی از آثار ملی ایران به ثبت رسیده است.